# Walter Isard
Walter Isard (* 19. April 1919 in Philadelphia, Pennsylvania; † 6. November 2010 in Drexel Hill, Pennsylvania) war ein US-amerikanischer Wirtschaftswissenschaftler. 

## Leben und Wirken
Isard war Professor für Ökonomie und Regionalwissenschaften an der University of Pennsylvania und am Cornell University College for Arts & Sciences. Er ist auch für seinen rastlosen Einsatz für den Frieden bekannt. Isard gründete in den frühen 1960er Jahren die Peace Research Society (die später in Peace Science Society (International) umbenannt wurde), um die Analyse internationaler Konflikte auf wissenschaftliche Beine zu stellen, und veröffentlichte das Journal of Peace Science.
Außerdem gründete er die Regional Science Association (seit 1990 Regional Science Association International) mit inzwischen 4000 Mitgliedern in 30 Ländern. Er wurde 1975 in die American Academy of Arts and Sciences und 1985 in die National Academy of Sciences aufgenommen. Die Wirtschaftsakademie Posen (1976), die Erasmus-Universität Rotterdam (1978), die Universität Karlsruhe (1979), die Universität Umeå (1980), die University of Illinois at Urbana-Champaign (1982), die Binghamton University (1997) und die Universität Genf (2002) verliehen ihm die Ehrendoktorwürde.
In seine Weiterentwicklung von Alfred Webers Standorttheorie führte Isard das Substitutionsprinzip von Andreas Predöhl ein.

## Schriften (Auswahl)
Aufsätze
- Some concepts for the analysis of spatial organization, Part I. In: Papers in Regional Science, Bd. 11 (1963), S. 15–40, ISSN 0486-2902
- On the natural transport rate and some parallels from physics. In: Papers on the Regional Science Association, Bd. 32 (1974), Heft 1, S. 94–100, ISSN 0486-2902
- Reflections on the Relevance of Integrated Multi-Region Models. Lessons from Physics. In: Regional Science and Urban Economics, Bd. 16 (1986), Heft 2, S. 165–180, ISSN 0166-0462.

Monographien
- Understanding Conflict and the Science of Peace. Blackwell, Cambridge 1992, ISBN 1-557-86311-3.
- Arms Races, Arms Control and Conflict Analysis. Contributions from Peace Science and Peace Economics. CUP, New York 1988, ISBN 0-521-36297-0.
- Conflict Analysis and Practical Conflict Management Procedures. An introduction to peace science. Ballinger Books, Cambridge, Mass. 1982, ISBN 0-88410-899-6.
- Spatial Dynamics and Optimal Space-Time Development (Studies in regional science and urban economics; Bd. 4). North-Holland, New York 1979, ISBN 0-444-00273-1.
- New frontiers in regional science. University Press, New York 1990, ISBN 0-8147-1437-4.

Werkausgabe
- Christine Smith (Hrsg.): Selected papers of Walter Isard. Macmillan, Basingstoke 1990, ISBN 0-333-51378-9 (2 Bde.)